# Miguel Ángel Rodríguez (actor mexicano)
Miguel Ángel Rodríguez, (10 de noviembre de 1960) es un actor y director mexicano con más de 200 créditos. Entre su trabajo, ha actuado en telenovelas como Rosalinda.
Uno de sus primeros papeles fue en la película dirigida por Rafael Villaseñor Kuri en 1977, Mil caminos tiene la muerte. Después de eso actuó con René Cardona y Roberto Cañedo en Crónica roja, lanzada en 1979. También en esa época, apareció en Benjamín Argumedo el rebelde, dirigido por Mario Hernández. Alrededor de 1989/1990, interpretó el papel de Det. Mike Silva en la película dirigida por Alfredo Zacarías Crime of Crimes, que también protagonizó David Carradine. Interpretó a Javier Pérez en la telenovela de 1999 Rosalinda.
Interpretó a un gánster en la película dirigida por Damian Chapa Bad Cop que se estrenó en 2009. Apareció en la telenovela  de 2016 Eva la Trailera.

## Filmografía

### Cine
- El coyote emplumado (1983)
- Un hombre llamado el diablo (1983)
- Mauro el mojado (1986)
- La Coyota (1987)
- Chamula Tierra de Sangre (1999)
- Semilla de odio (2000)
- Narcos Gay (2002)